# Bradley megye (Tennessee)
Bradley megye az Amerikai Egyesült Államokban, azon belül Tennessee államban található. Megyeszékhelye és legnagyobb városa Cleveland. Lakosainak száma 108 620 fő (2020. április 1.). Bradley megye Meigs, Whitfield, Murray, Polk, Hamilton és McMinn megyékkel határos.

## Népesség
A megye népességének változása:
| Lakosok száma | 99 139 | 99 910 | 101 094 | 101 848 | 104 091 | 108 620 |
|               | 2010   | 2011   | 2012    | 2013    | 2015    | 2020    |